# Muñeca brava
Muñeca brava é uma telenovela argentina produzida e exibida pela Telefe entre 16 de novembro de 1998 e 17 de dezembro de 1999.
Protagonizada por Natalia Oreiro e Facundo Arana e antagonizada por Mariana Arias e Norberto Díaz.

## Sinopse
A personagem central da novela é a jovem Milagros, que ficou órfã ao nascer. Ele viveu até os 18 anos em um convento com outras crianças orfãs.
No extremo oposto do arco social está Ivo e sua família, onde "Mili" irá trabalhar de empregada. Enquanto eles são ricos e poderosos, suas relações são muito conflitantes, particularmente aqueles de Federico Di Carlo com toda a sua família, que despreza abertamente. A família também tem vários outros empregados.
O argumento central é a difícil caso de amor entre Ivo e "Cholito", que foi complicada pela primeira vez por diferenças sociais, em seguida, por acreditar que eles são irmãos, e finalmente por um casamento fugaz de Ivo.

## Elenco
- Natalia Oreiro - Milagros Esposito/Milagros Di Carlo
- Facundo Arana - Ivo Di Carlo/Ivo Miranda
- Arturo Maly - Federico Di Carlo
- Fernanda Mistral - Luisa Rapallo de Di Carlo
- Verónica Vieyra - Victoria "Vicky" Di Carlo Rapallo
- Lydia Lamaison - Doña Angélica viuda de Di Carlo
- Marcelo Mazzarello - Morgan "Rocky"
- Victoria Onetto - Adelina "Lina" de Solo'.
- Gino Renni - Ramón García Parapuchino.
- Osvaldo Guidi - Bernardo Avelleyra.
- Gabriela Sari - Gloria Esposito
- Silvia Baylé - Amparo Rodríguez alias Socorro "Soco" de García
- Sebastián Miranda - Chamuco
- Norberto Díaz - Damián Rapallo
- Segundo Cernadas - Pablo Rapallo
- Humberto Serrano  - el padre Manuel Miranda
- Mariana Arias - Andrea
- Arturo Bonín - Alfredo
- Pablo Novak - Alfredo Luis Solo "Bobby"
- Valeria Lorca - Martha
- Brian Caruso - Gamuza
- Isabel Macedo - Ana
- Paola Krum - Florencia Rizzo de Di Carlo-Miranda
- Diego Ramos - Sergio Costa Junior
- Paula Siero - Marina Rizzo de Rapallo
- Marita Ballesteros - Rosario "Rosi" Avelleyra de Albertini
- Lorena Meritano - Carolina Domínguez
- Gustavo Guillén - Fabrizio Rizzo alias Daniel Breyla
- Gogó Andreu - Don Pepe

## Prêmios e Indicações

### Prêmios Martín Fierro
| Ano  | Categoria                   | Nomeado        | Resultado |
| ---- | --------------------------- | -------------- | --------- |
| 1998 | Atriz Protagonista de Drama | Natalia Oreiro | Nomeada   |
| 1998 | Atriz de Reparto            | Lydia Lamaison | Nomeada   |
| 1998 | Melhor Telenovela           | Muñeca brava   | Ganhadora |
| 1999 | Atriz Protagonista de Drama | Natalia Oreiro | Nomada    |
| 1999 | Ator de Reparto             | Arturo Maly    | Nomeado   |
| 1999 | Melhor Telenovela           | Muñeca brava   | Ganhadora |

### Viva 2000 Israel
| Ano  | Categoria                   | Nomeado        | Resultado |
| ---- | --------------------------- | -------------- | --------- |
| 2000 | Melhor atriz de telenovela  | Natalia Oreiro | Ganhadora |
| 2000 | Melhor ator de telenovela   | Facundo Arana  | Ganhador  |
| 2000 | Melhor Telenovela           | Muñeca brava   | Ganhadora |
| 2000 | Melhor canção de telenovela | Cambio Dolor   | Ganhador  |